# 316 Ґоберта
316 Ґоберта (316 Goberta) — астероїд головного поясу, відкритий 8 вересня 1891 року Огюстом Шарлуа у Ніцці.
Тіссеранів параметр щодо Юпітера — 3,182.